# Линчевание в Рамалле

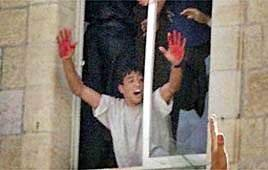
Абдул-Азиз Сауалхи с окровавленными руками

Линчевание в Рамалле — убийство двух израильских нестроевых резервистов Вадима Нуржица и Йосефа Авраами арабской толпой в городе Рамалла 12 октября 2000 года.
Два израильских резервиста были задержаны палестинской полицией в городе Рамалла и доставлены в полицейский участок. Ворвавшаяся в участок толпа арабов забила обоих задержанных до смерти и надругалась над их телами. Свидетелями суда Линча оказались ряд иностранцев, включая журналистов, кадры этих событий получили мировую известность.

## Предшествующие события
27 сентября 2000 года началось вооружённое восстание палестинских арабов против израильских властей на территории Западного берега реки Иордан и Сектора Газа, получившее название Интифада Аль-Аксы или Вторая Интифада.
В первые же дни восстания, в результате терактов и столкновений
были убиты 6 евреев (включая военнослужащих), многие были ранены.
В результате действий армии и полиции Израиля в первые недели интифады, в ходе боев и разгона массовых беспорядков было убито около ста израильских и палестинских арабов, многие были ранены.
Представитель Армии обороны Израиля заявил, что армия проявила максимальную сдержанность, и что огонь открывался только в ответ или в случаях угрозы жизни для военнослужащих. Более того, несмотря на постоянные атаки, армия оставалась в оборонительной позиции и была в основном выведена за пределы арабских населённых пунктов, контроль над ситуацией в них находился в руках силовых структур Палестинской автономии. По словам представителя израильской армии, «палестинцы (как гражданские лица, так и полиция) намеренно провоцировали израильских солдат и пограничную охрану».

## Линчевание
12 октября 2000 года, через две недели после начала интифады, Вадим Нуржиц и Йосеф Авраами — резервисты — водители израильской армии, по ошибке заехавшие в Рамаллу, были задержаны полицией Палестинской национальной администрации (ПНА) в городе Рамалла. Сразу после расправы, сообщалось и о большем (до четырёх) числе задержанных резервистов, но эти сообщения позже не подтвердились.
Большинство источников считает, что солдаты попали в Рамаллу по ошибке, неправильно свернув на одном из перекрёстков. Однако некоторые издания пишут, что палестинцы приняли солдат за диверсантов. Это связано с разными версиями относительно их одежды и доставки в полицейский участок.
Палестинская сторона[кто?] утверждала, что резервисты были «одеты в арабскую одежду» (якобы один из них был в куфие) [уточнить]. BBC пишет о фотографиях, показывающих «одного из обречённых людей в гражданской одежде», и (ещё) «об одном, сфотографированном перед его смертью в палестинском головном уборе». В статье, при этом, приведена только одна такая фотография без указания источника.
Газета «га-Арец» пишет о том, что один из двух резервистов был в военной форме.
Однако на запечатлевших расправу фотографиях и видеокадрах видны два человека в израильской военной форме; это же подтверждают и свидетельства очевидцев.
На пресс-конференции 13 октября, Нахман Шай, пресс-секретарь АОИ сообщил, что резервисты были задержаны полицией ПНА на КПП Рамаллы, и если бы полицейские ПНА, после задержания резервистов, просто вернули их израильской стороне, «можно было бы избежать последующей трагедии».
Согласно А. Брегману, солдаты выехали навстречу похоронной процессии, хоронившей 17-летнего подростка, застреленного за день до этого израильской армией, и их приняли за солдат из подразделения Армии обороны Израиля, маскирующихся под арабов с целью проведения арестов разыскиваемых Израилем лиц, после чего они были арестованы полицией ПНА.
Другие источники версию похорон не подтверждают. Согласно газете The Daily Telegraph, резервисты пытались укрыться от погони в полицейском участке ПНА после их обнаружения.
Слухи о том, что в полицейском участке находятся израильтяне, мгновенно разнеслись по Рамалле. Согласно ряду источников, разъярённая толпа, узнав, что в полицейском участке содержатся два израильских солдата, взяла участок штурмом и забила обоих резервистов насмерть (суд Линча). Тело одного из них (по другим источникам — обоих) было выкинуто из окна, и толпа продолжила их избивать.
Толпа протащила тела резервистов к центральной площади Рамаллы, где состоялось «импровизированное победное празднование». Члены организации «Танзим» в масках позировали в (районе) полицейской станции для «праздничных фотографий».
Согласно одним источникам, в том числе и показаниям непосредственного участника линчевания в суде, полицейские ПНА принимали непосредственное участие в расправе, и израильтяне, возможно, были убиты непосредственно в полицейском участке. Согласно «Хаарец», в ходе суда прокурор сообщил о том, что начальник полицейского участка сказал своим подчиненным не признавать своё участие в суде Линча, с тем, чтобы израильтяне считали, что в смерти резервистов виновата толпа.
Согласно другим источникам, силы безопасности ПНА безуспешно пытались сдержать толпу. По сообщениям властей ПНА, 13 её полицейских получили ранения, пытаясь защитить израильских солдат. По показанию свидетелей, полиция пыталась воспрепятствовать проникновению толпы в полицейский участок, применяя резиновые дубинки, огнестрельное оружие полицией применено не было.
Согласно А. Брегману, один из изувеченных резервистов оставался в живых и после линчевания, и скончался непосредственно после его передачи полицией ПНА в одно из израильских поселений. Однако эта версия не подтверждается вышеупомянутыми источниками, включая официальные израильские, и не упоминается самим Брегманом в следующей его книге. Согласно другой информации, один из солдат, находившийся в предсмертном состоянии, был передан в местный «Районный отдел по координации» (между Израилем и ПНА), где он скончался.

## Свидетельства
Марк Сигер, 29-летний фотограф из Великобритании, оказавшийся свидетелем линчевания, пишет:
«(я) вышел из такси посмотреть, что происходит, и увидел, что толпа волочёт что-то за собой. Через несколько секунд они прошли возле меня, и вдруг я с ужасом увидел, что они волокут за ноги человеческое тело. Нижняя часть туловища — охвачена огнём, верхняя — изрешечена пулями. Голова — раздроблена в кровавое пюре. Я увидел то, что осталось от армейских брюк, и понял, что это солдат. Несмотря на то что он уже был мёртв, они дико били его по голове. Это были звери. Я инстинктивно потянулся за фотоаппаратом и когда попытался сделать снимок, меня ударили по лицу. Другой палестинец показал на меня и закричал: „Не снимать, не снимать!“ Я хотел вытащить плёнку, но меня схватили, один стащил с моих плеч с фотоаппарат и разбил его вдребезги».
«Я всмотрелся в толпу, издевающуюся над трупом солдата, и понял, что они все более и более расходятся, кричат: „Аллах акбар“. Они волокли за собой труп, как кошка играется с мышкой. Это была самая ужасная вещь, которую мне когда-либо приходилось видеть. Я уже готовил материал в Конго, Косово и в других горячих точках. Я видел сербов, издевающихся над албанцем, но это даже приблизительно нельзя сравнить с тем, что увидел в Рамалле».
Частично расправа была заснята группой итальянского телевидения (канал Mediaset), эти кадры обошли весь мир, в том числе и кадр палестинца с окровавленными руками.
Эта сцена потрясла Израиль. Бывший в то время премьер-министром Эхуд Барак отдал распоряжение ЦАХАЛу и Шабаку провести операцию по поимке линчевателей, чтобы предать их суду в Израиле. В первые месяцы были арестованы несколько палестинцев, участвовавших в убийстве, но основная цель, как была, так и осталась одна: поймать молодчика с фотографии. В июне 2001 года был пойман Абдул-Азиз Сауалхи. Его «показания от первого лица […] представляют собой страшное свидетельство той лёгкости, с которой лишённый каких-либо мотивов юноша стал убийцей»:
- «… я […] зашёл в соседнюю комнату, в которой было несколько палестинских полицейских. Я увидел лежащего на полу израильского солдата. Я подошёл ближе и увидел нож, воткнутый в его спину, в правую лопатку — я вытащил нож из спины солдата и два или три раза воткнул его в спину и оставил нож торчащим в его спине. […] Пока я вонзал в солдата нож, другие, кто был в комнате, продолжали избивать его ногами. Затем я закрыл ему рот и стал душить, когда задушил, увидел, что мои руки в крови. И на рубашке кровь. Я подошел к окну и помахал людям, находившимся во дворе. Затем я вернулся в комнату и увидел, что другой солдат уже без признаков жизни лежит на животе»...»[19].

В 2004 году Абдул-Азиз Сауалхи был приговорён к пожизненному заключению. В 2011-м был освобожден по «сделке Шалита».
- Свидетельство полицейского ПА Раед аль-Шейха, который заметил в Рамалле красный израильский Ford Sierra. Он остановил машину и поинтересовался у израильских солдат, что они делают в городе.

«Они сказали мне, что сбились с пути. Я повел в солдат в полицейский участок. Там, на втором этаже, взял длинную трубу и вошел с ней в комнату, где находились израильские солдаты, — рассказал аль-Шейх на допросе. — Сначала я ударил по ногам одного солдата, затем по голове русского солдата (видимо, имеется в виду Вадим Нуржиц). Я бил их, пока они не стали хрипеть».
Ещё один палестинский полицейский Тарик Табеш, также активно участвовавший в убийстве, рассказал о своих действиях следующее: «Когда я вошел в комнату, увидел солдата, лежавшего на полу. Он плакал и что-то говорил на иврите. Я не понимал его слов. Я нанес ему три удара по спине».

### Цензура в Палестинской автономии
Другие видео и фото свидетельства линчевания в СМИ не попали. Часть материалов была конфискована силовыми органами ПНА (группа польского ТВ), другие журналисты прекратили съёмку ввиду угрозы для их жизни со стороны толпы. Некоторые журналисты были избиты, а их съёмочное оборудование разбито.
По словам Aхмеда Будейри, стрингера — араба, снимавшего для ABC-TV, «пребывание в Рамалле после линчевания представляло реальную опасность для иностранцев».

## Реакция Израиля

### Официальная реакция
В ответ на линчевание, правительство Израиля блокировало города ПНА, израильская авиация нанесла ракетные удары по двум полицейским участкам в Рамалле (включая тот, где линчевали солдат) и зданиям рядом с резиденцией Арафата в Газе, где была расквартирована элитная военная группировка Force 17. Также была разрушена радиостанция «Голос Палестины» в Рамалле, повреждено здание палестинского телевидения, было потоплено 6 патрульных катеров. Министр иностранных дел Израиля Шломо Бен-Ами обвинил в линчевании лично Ясира Арафата. Пресс-служба АОИ, назвала их «ограниченными» и сообщила о том, что они были выполнены «с предварительным (за 3 часа) оповещением, чтобы уменьшить число потенциальных жертв».
В 2001—2006 годах Израиль арестовал пять участников линчевания, в том числе, членов ФАТХ, Танзим и двух бывших полицейских ПНА
.

### Реакция внутри Израиля
Согласно Дж. Гринбергу, в день линчевания у здания Министерства обороны состоялись демонстрации левых и правых активистов с противоположными лозунгами. По улицам Иерусалима бродила группа молодёжи, выкрикивая «Смерть арабам!», «Мы хотим мести!». Далее он пишет о том, что многие либеральные израильтяне задумались о том, были ли они правы, думая, что мир с палестинцами достижим, в то время как консерваторы, никогда не доверявшие Арафату, чувствовали свою правоту. Он также приводит мнения писателя Амоса Оза — «авторитетного голоса израильских голубей», Джанет Авиад — лидера движения «Шалом Ахшав» — и Наоми Хазан, члена кнессета от левой партии МЕРЕЦ, которая рассказала, что была измучена телефонными звонками от её сторонников. «Первоначальной реакцией на линчевание было ощущение абсолютного ужаса […] Пока это будет продолжаться, число тех, кто верит в мирный процесс, постоянно сокращается», сказала она.
Согласно А. Педацуру и А. Перлигеру (2009), после линчевания в Рамалле, двое израильских солдат — Д. Тикман и Ф. Милнер из Хайфы решили «отомстить арабам»: взяв автомат M16 на базе, они открыли огонь из машины по арабским кафе, ранив 4 человека, в том числе трёх евреев. Один из солдат получил за это 14 лет тюрьмы, а второй был в конечном итоге оправдан. 

Согласно решению Верховного суда от 7 мая 2007 года, Ф. Милнер, приговоренный к 10 годам заключения, был оправдан «в попытке убийства», так как он не знал о том, что Л. Тикман был вооружён. Суд признал Милнера виновным «в пособничестве» и приговорил его к трём годам лишения свободы. Поскольку к моменту решения Верховного суда Мильнер уже провел в тюрьме более долгий срок, то он был освобождён.

## Дальнейшая судьба Абдул-Азиза Сауалхи

### Освобождение
Абдул-Азиз Сауалхи, приговорённый к пожизненному заключению в 2004 году за участие в линчевании двух израильских резервистов Вадима Нуржица и Йосефа Авраамии в октябре 2000 года («человек с окровавленными руками» в окне полицейского участка в Рамалле), был освобождён в октябре 2011 года в результате сделки по освобождению Гилада Шалита. Он был депортирован в сектор Газа, где прожил следующие 13 лет.

### Последующее убийство
3 октября 2024 года Абдул-Азиз Сауалхи был убит в результате удара ЦАХАЛа в Дир аль-Балахе (в центре сектора Газа). ЦАХАЛ и Шабак официально подтвердили его ликвидацию.